# Лёвенштамм, Эмма
Эмма Лёвенштамм (нем. Emma Löwenstamm, 1 июля 1879, Наход, Австро-Венгерская империя — 9 января 1941, Прага, Протекторат Богемии и Моравии) — чешско-немецкая художница и график еврейского происхождения, скульптор. Автор скандально известного офорта, изображающего шахматную партию В. И. Ленина и А. Гитлера. Предполагается, что квартира, на которой якобы состоялась партия, принадлежала семье самой художницы (средства массовой информации акцентируют внимание на том, что дом художницы служил в начале XX века «салоном для политических вольнодумцев»).
Наиболее важные сферы творчества художницы — портретная графика и экслибрисы. Долгое время она работала под влиянием модерна и символизма, позже в её творчестве усилилось реалистическое начало.

## Биография
Эмма Лёвенштамм родилась в многодетной семье супружеской пары Бертольда (1833—1913) и Цецилии Лёвенштамм (урождённой Гольдшмид, 1839—1910). В большинстве англоязычных статей, в буклете, изданном аукционом Mullock’s, некоторых чешских источниках, фамилия художницы пишется Лёвенштрамм или даже Ловенстрамм (нем. Emma Löwenstramm, Emma Lowenstramm), однако её подпись на дошедших до нашего времени работах не содержит букву «r», также без этой буквы её имя занесено в наиболее авторитетные современные каталоги. Родители Эммы Лёвенштамм происходили из семей еврейских учёных и раввинов из Кракова и Амстердама, их судьбы можно проследить до XVII века. Среди её предков были Генрих Лёвенштамм, придворный художник князей Гогенцоллернов-Зигмарингенов, и гравёр Леопольд Лёвенштамм (1842, Амстердам — 1898, Лондон), хороший друг художника Лоуренса Альма-Тадемы, работавший в Лондоне. Отец художницы, Бертольд Лёвенштамм, занимался бизнесом в городе Наход (Чехия), где и родилась Эмма.

### Изучение живописи

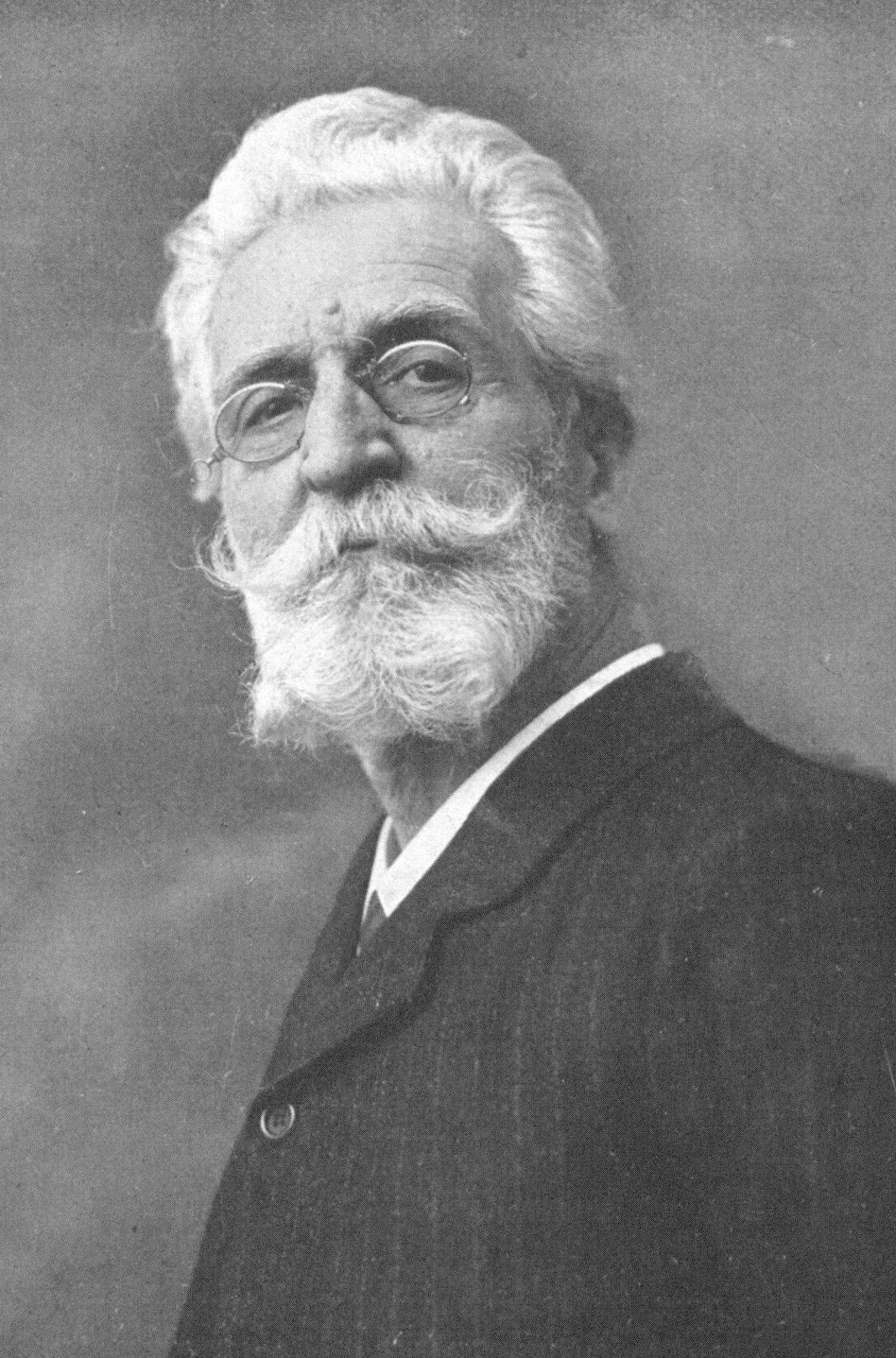
Антон Главачек в 1910 году

В конце XIX века семья Эммы Лёвенштамм переехала в Вену, где она брала частные уроки графики и живописи. На рубеже веков Эмма посещала частную школу живописи Генриха Штреблова (1862 — ?), в 1900—1902 году здесь учился график Михель Фингестен, который, как и Лёвенштамм, занимает важное место в истории экслибриса. Штреблов открыл его талант сатирика, предоставил ему свою студию для работы и обеспечил первые заказы для сатирических журналов. В то же самое время Эмма Лёвенштамм посещала курсы пейзажной живописи у Антона Главачека, где познакомилась с композициями и атмосферой стиля модерн. Гораздо более важную роль сыграло её обучение в Венской художественной школе у Давида Кона (1861—1922), который в своё время был уже известным придворным портретистом. Он был одним из первых, кто создал серию портретов польских и венгерских евреев, которые были выставлены в Вене в галерее Гольбейн после его смерти в 1923 году. Давид Кон был учителем многих молодых еврейских художников, был известен своими монохромными рисунками красным мелом, в которых удачно передавал особенности личности натурщика. Под его руководством Эмма Лёвенштамм усовершенствовала технику использования пера, угля и мела.

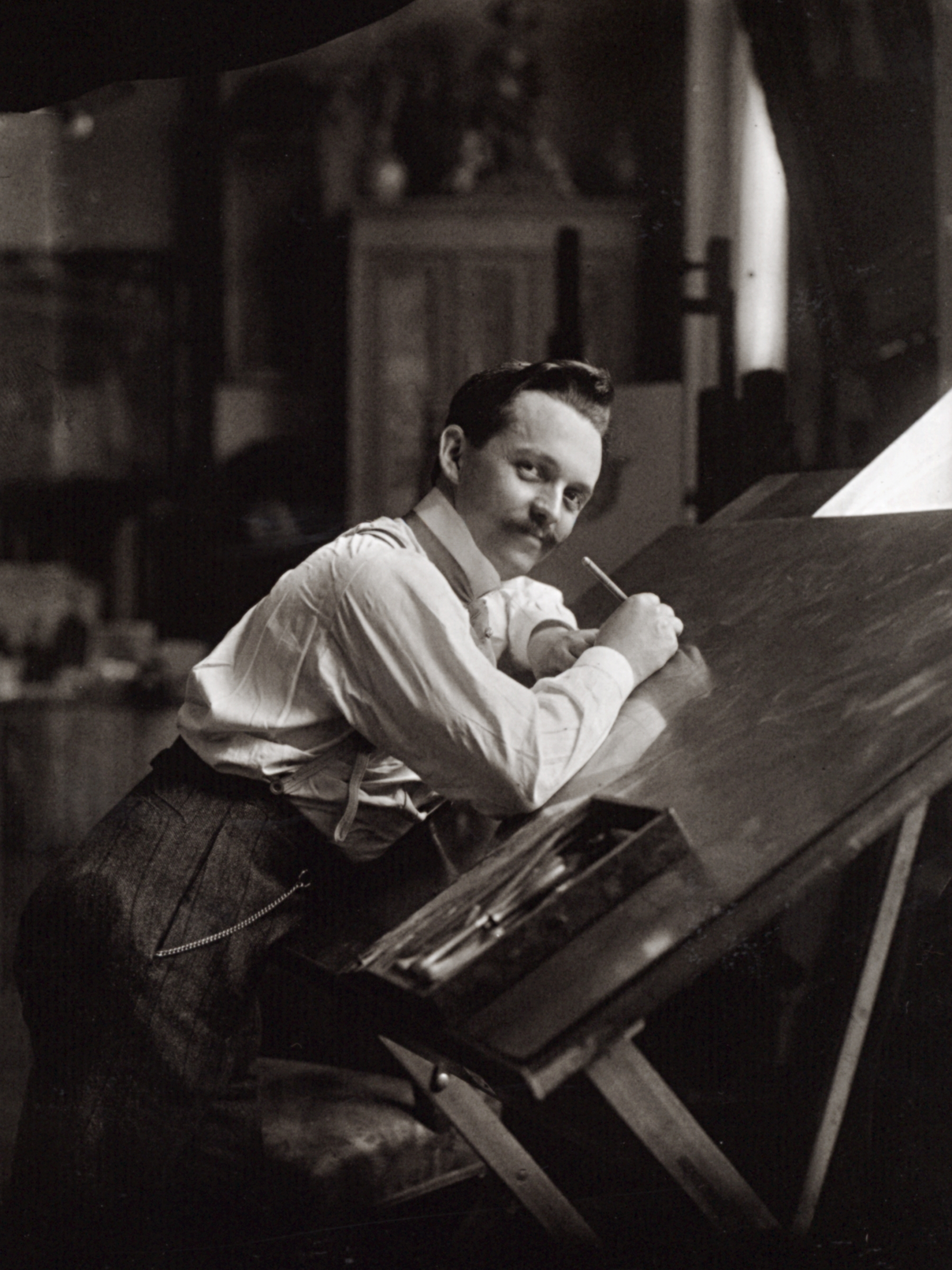
Фердинанд Шмутцер в 1910 году

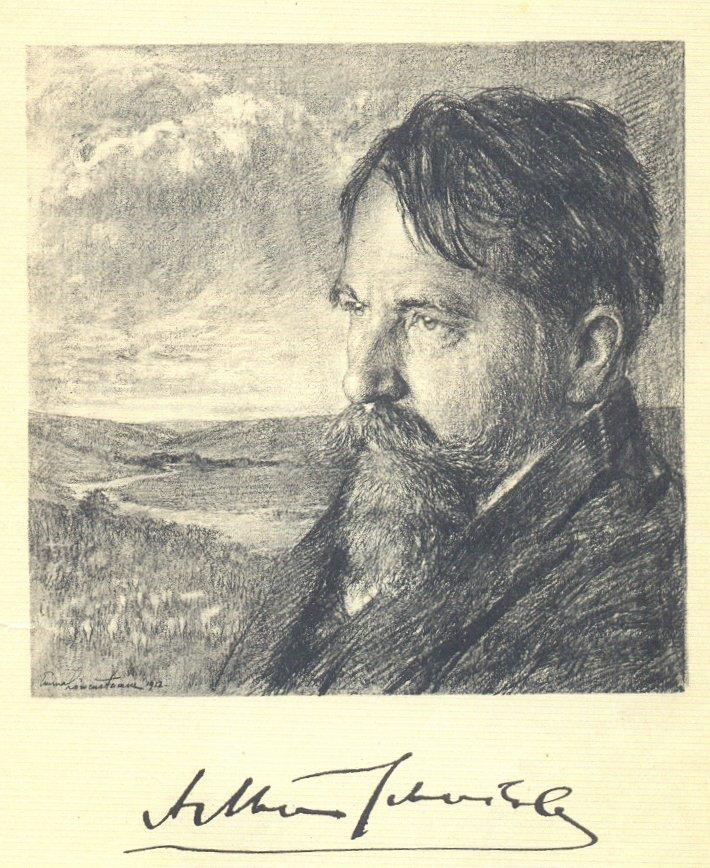
Эмма Лёвенштамм. Портрет Артура Шницлера, 1911

Эмма Лёвенштамм вскоре решила сосредоточиться на графике. Её наставником стал Фердинанд Шмутцер. Он считался выдающимся портретистом и создал около 300 портретов общественных деятелей Австро-Венгерской монархии, а позже — ряд портретов венских художников, музыкантов и учёных. Шмутцер находился под влиянием Венского сецессиона и специализировался на портретной графике, отличаясь блестящей техникой исполнения при отсутствии технических и стилистических экспериментов. Эмма Лёвенштамм стала ученицей Шмутцера и работа с ним над разнообразными техниками графики имела, по мнению историков искусства, решающее значение для неё в формировании собственного стиля.

### Творческая деятельность в 1910-е годы
Первой выставкой Эммы в качестве сформировавшейся художницы стала экспозиция в школе живописи Штреблова в 1902 году. В 1911 и 1912 годах её работы были представлены на выставках австрийского Союза художников, а в 1912, 1913 и 1914 годах — на выставках экслибриса в Граце, Вене и Лейпциге. Серьёзный успех пришёл к ней в 1916 году на выставке Общества Альбрехта Дюрера в Вене. Она была членом Ассоциации австрийских художников-портретистов, Общества австрийского экслибриса и Группы молодых женщин-художниц, основанной в 1903 году. Перед Первой мировой войной Эмма Лёвенштамм основала собственную школу живописи и преподавала в ней. В 1909 году Эмма Лёвенштамм, по мнению некоторых искусствоведов, давала частные уроки живописи Адольфу Гитлеру.
Созданные на заказ пастельные портреты современников были, вероятно, основным источником заработка художницы, но только некоторые из них сохранились, так как многие предназначались для еврейских клиентов и были уничтожены во время Второй мировой войны вместе с семьями владельцев. Предполагается, что Эмма занималась и живописью, но ни одна из её картин маслом этого периода не известна к настоящему времени. Сохранились в достаточно большом количестве её графические работы, преимущественно портреты и экслибрисы. 
Это десятилетие представляет собой период наиболее интенсивного творчества Эммы Лёвенштамм. В это время она выступает представителем второго поколения художников модерна и символизма, которые были источником её вдохновения на протяжении всей жизни, но с заметным влиянием реализма. Искусствоведы отмечают тонкую передачу художницей настроения её героев, совершенство исполнения, лиричность и чувственность её работ, интимность и выразительность передачи психологии персонажа. В Вене Эмма Лёвенштамм часто посещала дом писателя, театрального критика и издателя Юлиуса Фридриха фон Ганса-Людасси (1858—1922), который был редактором «Wiener Allgemeine Zeitung», была знакома с популярным в то время актёром «Бургтеатра» Адольфом фон Зонненталем, гастролировавшим в Америке, Европе и России, переписывавшимся с известными художниками и философами своего времени.
Её ранние работы были приобретены в коллекцию Галереи Альбертины в Вене и городского музея Зальцбурга. «Еврейский лексикон» 1927 года отмечает, что Лёвенштамм принадлежат портреты таких крупных деятелей культуры, как немецкий писатель и философ Герман фон Кайзерлинг, австрийский писатель, философ и изобретатель Йозеф Поппер-Линкеус, венский актёр Адольф фон Зонненталь. Портрет Артура Шницлера в 1911 года был использован на фронтисписе полного издания произведений Шнитцлера, опубликованного в 1912 году С. Фишером.
Художница освоила к этому времени различные техники: рисования углём, пером, мелом. Известно из документов, что она создавала пейзажи, жанровые картины, но специализировалась на портретных гравюрах и экслибрисах.

### Творческая деятельность в 1920-е и 1930-е годы

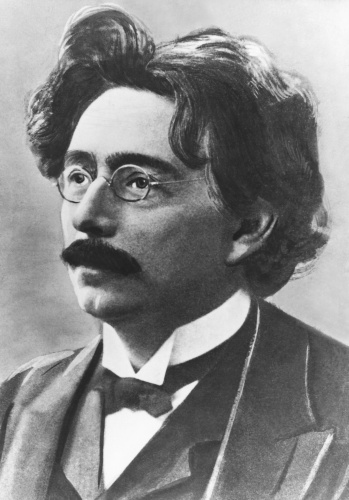
Эрнст Виктор Зенкер, до 1926

В 1920 году Эмма Лёвенштамм переехала со своим гражданским мужем писателем, журналистом и политиком Эрнстом Виктором Зенкером в Яблонец-над-Нисоу, где создавала портреты местной городской элиты (к этому времени также относится некоторое количество портретов собак, принадлежащих Лёвенштамм). С 1922 года она стала членом Ассоциации немецких художников в Праге. Её работы 20-х и 30-х годов XX века находятся под значительно большим влиянием реализмa XIX века, чем прежде, что особенно заметно во внимании к деталям и в простоте композиции. Арно Паржик отмечает также усиление в её творчестве тенденций классицизма. В 20-е — I половине 30-х годов Лёвенштамм продолжала участвовать в выставках, представляя на них как старые, так и новые работы (в первую очередь портреты философов). В это время художница утрачивает интерес к экслибрисам. Так, в 1934 году её работы были представлены на выставке в Теплице, их было в общей сложности 33, но только 4 из них были экслибрисами.
Осенью 1938 года после оккупации Судет немецкой армией ей пришлось уехать в Прагу, где она создала последние графические работы. В то время близким другом художницы стал скульптор и график Рудольф Саудек, который приобрёл ряд её произведений. Последней известной её работой стал новый пастельный портрет Теодора Герцля, созданный к 36-летней годовщине его смерти. Он был написан для «Jüdische Nachrichtenblatt»  № 30 от 26 июля 1940 года, который в то время был последним официальным еврейским журналом в Протекторате Богемии и Моравии. Искусствоведы отмечают, что черты Герцля здесь более мягкие, чем в прежних его портретах художницы, а в глазах читается беспокойство и страх за судьбу своего народа. Эмма Лёвенштамм умерла в Праге 9 января 1941 года, предположительно, из-за сердечного приступа. Специалист по творчеству художницы Арно Паржик предполагает, что это также могло быть самоубийство, которое получило тогда широкое распространение среди еврейского населения Чехии. 12 января 1941 года она была похоронена на Новом еврейском кладбище.

## Особенности творчества и известные работы

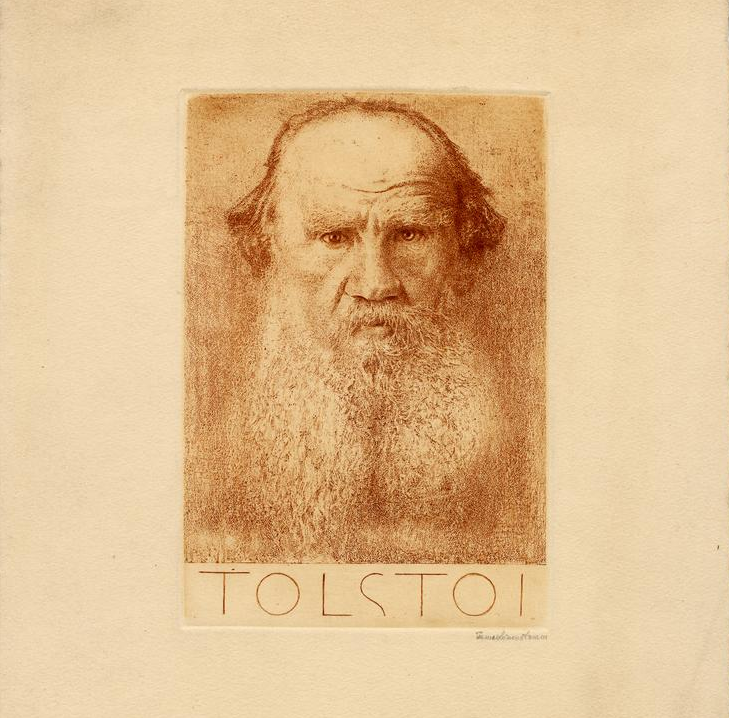
Эмма Лёвенштамм. Портрет Льва Толстого, начала 1900-х

Эмма Лёвенштамм всерьёз интересовалась литературой, для раннего периода её творчества характерны идеализированные портреты выдающихся личностей европейской интеллектуальной жизни прошлого и настоящего. Они соответствовали неоромантическому культу художника и гения, существовавшему в то время. Одной из важных работ в этой серии является графический портрет Сократа, выполненный с помощью непривычной для художницы и сложной техники пуантилистов. На основе посмертной маски композитора Эмма создала портрет Людвига ван Бетховена с терновым венцом. В то время Бетховен пользовался всеобщим восхищением, такая его репутация была в значительной степени вызвана модой на сочинения Артура Шопенгауэра. Помимо портрета Бетховена Эмма Лёвенштамм создала портрет Рихарда Вагнера (также на основе посмертной маски, но в технике цветной литографии).
Наибольшей известностью среди сохранившихся работ художницы пользуются офорты и особенно экслибрисы. Несколько картин Эммы Лёвенштамм в настоящее время находятся в собраниях государственных музеев и частных коллекциях. Два офорта художницы, представляющие собой портреты писателя Артура Шницлера и японского микробиолога Хидэё Ногути (1900 и 1922 годов) входят в коллекцию музея Метрополитен в Нью-Йорке (инвентарные номера 23.52.36(6) и 1984.1203.80).
Эмме Лёвенштамм принадлежит портрет Льва Толстого. Неизвестно, были ли они знакомы лично (как, например, с Райнером Марией Рильке, с которым она познакомилась в 1900 году), но портрет кажется достаточно убедительным, хотя он лишён каких-либо конкретных подробностей внешности писателя. Стилизованный портрет духовного лидера еврейского национального движения Теодора Герцля, который она, вероятно, создала уже после его смерти в 1904 году, относится также к раннему периоду её творчества. Портрет основателя сионизма подчёркивает его твёрдую волю и роль пророка. Герцль мог лично встречаться с Эммой в Вене, но, по всей вероятности, этот портрет основан не на работе с натуры, а представляет собой отвлечённый образ идеального общественного деятеля.

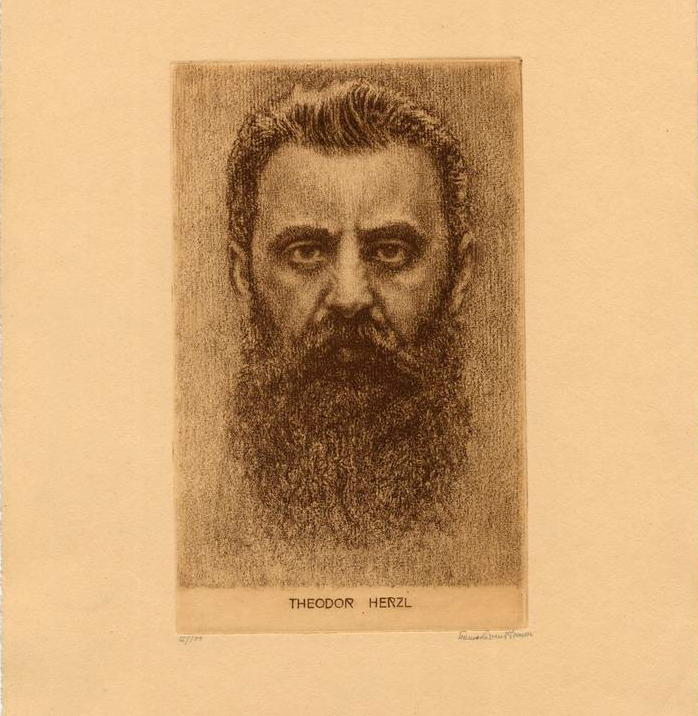
Эмма Лёвенштамм. Теодор Герцль, начало 1900-х

Не вызывает сомнений, что Эмма Лёвенштамм хорошо знала писателя и драматурга Артура Шнитцлера. Она создала его портрет в 1912 году (21,5 x 21,5 сантиметров, ZMP Inv. Nr.: 95.087). Его племянник посещал школу живописи, а племянница Шницлера была замужем за фон Гансом-Людасси, хорошим знакомым художницы. Тексты Шницлера отличаются чувственностью, музыкальностью, меланхолией и психологизмом, поэтому тонкий и чувствительный стиль рисунка Эммы Лёвенштамм прекрасно соответствовал своеобразию его стиля. Наклонённая голова с широко открытыми глазами и ландшафт на заднем плане вызывают в памяти искусствоведов роман Шницлера «Путь на волю» (1908) и его пьесу «Далёкая страна» (1911). Для Шнитцлера Эмма создала в это время два экслибриса, которые хорошо характеризуют её стиль. На обоих представлен идиллический ландшафт, на одном — приток Дуная, на другом — дорога к старому дубу на берегу озера.
Близким знакомым художницы был Герман фон Кайзерлинг, автор книги «Философия как искусство», в которой помимо теории искусства также рассматривались индийская и китайская философия, отношения между восточной и западной культурой, между современной художнице теософией и антропософией Рудольфа Штайнера. Именно под влиянием Кайзерлинга Эмма Лёвенштамм заинтересовалась восточной философской мыслью, создала портреты основателя даосизма Лао-Цзы и Конфуция. Влияние дальневосточной философии подкреплялось прямыми контактами с японской и китайской культурой, о чём свидетельствуют портреты японского профессора Хидэё Ногути, созданные художницей. Лёвенштамм также принадлежат портрет физика и философа Эрнста Маха, главного представителя эмпириокритицизма, портрет архитектора, председателя венской еврейской общины и основателя первого в мире еврейского музея — Общества сохранения искусства и исторических памятников еврейства Вильгельма Стяссны, портрет философа Поля Вейнгартнера и другие работы, запечатлевшие крупных представителей интеллектуальной и художественной элиты этого времени.
Эмма Лёвенштамм работала в технике травления, которую она часто сочетала с техникой акватинты. Тем не менее наиболее любимая техника художницы для портретов и экслибрисов — мягкий лак. С помощью неё Лёвенштамм экспериментировала с формами изображаемых объектов и тонкими нюансами. До настоящего времени известны 35 экслибрисов художницы. Обычно, это — ландшафтные мотивы в сочетании с оформлением графического листа в стиле ар-нуво. Экслибрисы были созданы преимущественно во время венского периода творчества Лёвенштамм. Искусствоведы особо выделяют экслибрис, созданный для французского писателя Ромена Роллана. Высокая оценка портретной графики и экслибрисов Эммы Лёвенштамм была дана в статье Л. Кёнигсбергера в ежегоднике Австрийского общества экслибрисов за 1918 год. Автор утверждает, что имя Эммы Лёвенштамм уже широко известно в мире искусства (к 1918 году она создала около 25 книжных знаков). Обращает на себя внимание историков искусства их богатство сюжетов, тонкий вкус и тщательное исполнение. Они изображают природу: отдельно стоящие деревья, лес, ручей или реку, озеро или море.

### «Портрет супружеской пары»

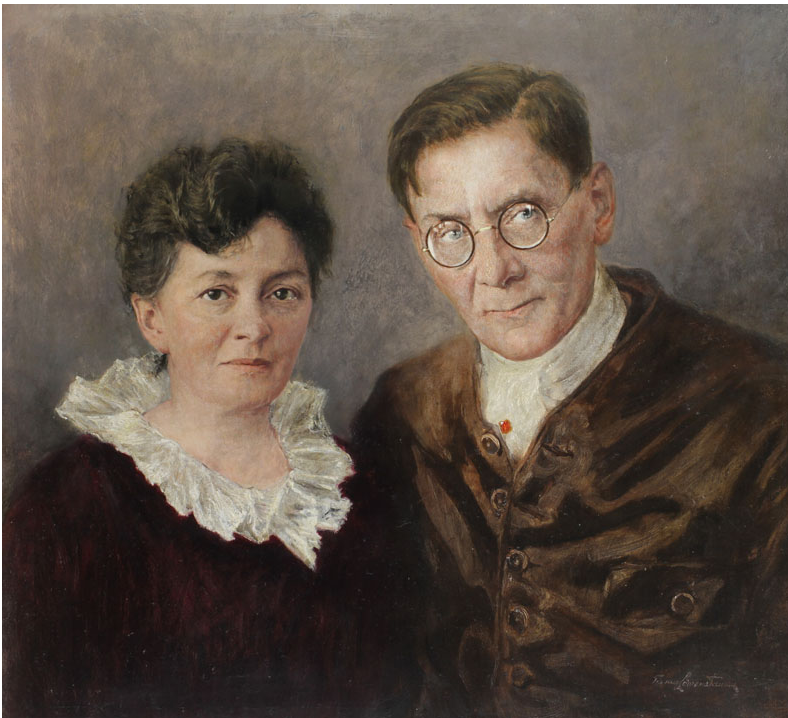
Эмма Лёвенштамм. Портрет супружеской пары, около 1941

Среди сохранившихся и доступных искусствоведам живописных работ Лёвенштамм своими высокими художественными качествами выделяется двойной портрет неизвестной супружеской пары в зрелом возрасте (масло, дерево, 45,5 x 51 сантиметр, датируется 1941 годом). Картина оказалась в коллекции Галереи города Либерца с 1951 года, поступила сюда из Музея стекла и ювелирных изделий в Яблонце-над-Нисоу. Можно только предполагать, как она оказалась в коллекции Музея, возможно, это произошло в результате конфискации во время или после Второй мировой войны. Кто изображен на двойном портрете, установить не представляется возможным. Искусствоведы предполагают, что это одно из полотен, выполненных на заказ в Яблонце-над-Нисоу.
Настороженность супруга, тревожные блики на его широких стёклах очков и недовольные сжатые губы уравновешивает бодрость и доброжелательность изображённой рядом с ним женщины, в фигуре и лице которой, однако, выражена усталость. С одной стороны, художница тонко и психологически верно написала лица персонажей, с другой стороны она поверхностно подошла к изображению их одежды и положения тела. Используемый в картине фон и техника исполнения (на дереве, а не на холсте) вызывают предположение историков искусства о том, что вдохновение Эмма Лёвенштамм черпала в работах старых немецких мастеров. Подражание их творчеству было широко распространено среди немецкоязычных художников Чехословакии между двумя мировыми войнами.

### «Игра в шахматы: Ленин с Гитлером — Вена 1909»
В 1984 году появилось первое сообщение о существовании в частной коллекции правнука домоправительницы художницы Феликса Эднхофера офорта Эммы Лёвенштамм «Игра в шахматы: Ленин с Гитлером — Вена 1909» (англ. «A Chess Game: Lenin with Hitler — Vienna 1909», иногда название обозначается как англ. «Hitler playing chess with Lenin»), на котором, по утверждению некоторых искусствоведов и историков, запечатлена сцена шахматного поединка между двумя политиками, якобы произошедшего в Вене в 1909 году. Большинство искусствоведов, однако, датирует офорт более поздним временем и не признаёт возможности подобной встречи в действительности.
Широкое внимание средств массовой информации офорт привлёк в октябре 2009 года, когда он был выставлен на аукционе Mullock’s за 40 000 фунтов стерлингов (64 000 долларов США) под названием «A Chess Game: Lenin with Hitler — Vienna 1909». Вместе с офортом его владелец выставил и комплект шахмат, которые, по утверждению владельца, были запечатлены на нём (цена на них также была определена в 40 000 фунтов стерлингов). Продать их не удалось из-за сомнений в подлинности. При последующих попытках продажи к офорту добавляли досье, доказывающее авторство, а также свидетельства того, что Эмма Лёвенштамм давала уроки живописи Гитлеру.  После снижения стартовой цены последний раз офорт, досье и шахматы появились 19 апреля 2011 года в аукционном каталоге Mullock’s (лоты № 570 и 571), после чего их судьба неизвестна.

## Галерея

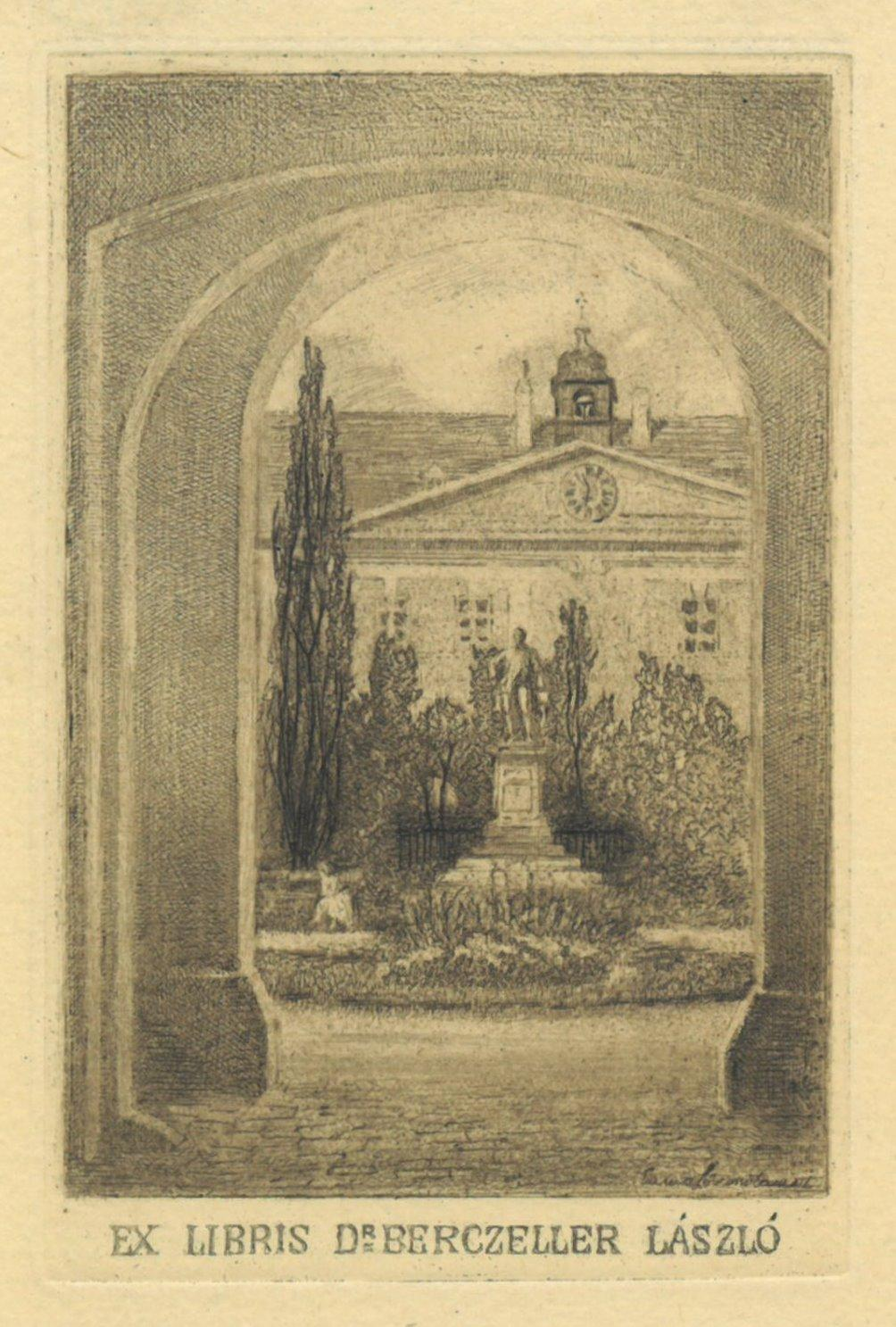
Эмма Лёвенштамм. Экслибрис Ласло Беркцеллера, около 1910
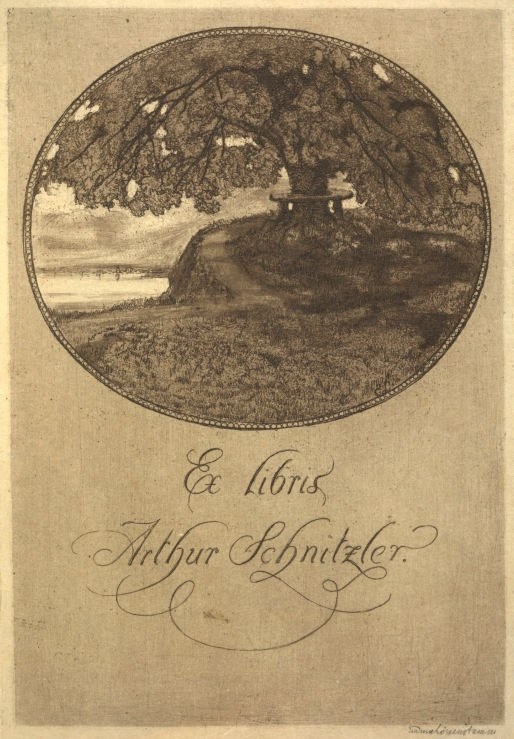
Эмма Лёвенштамм. Экслибрис Артура Шницлера, 1931
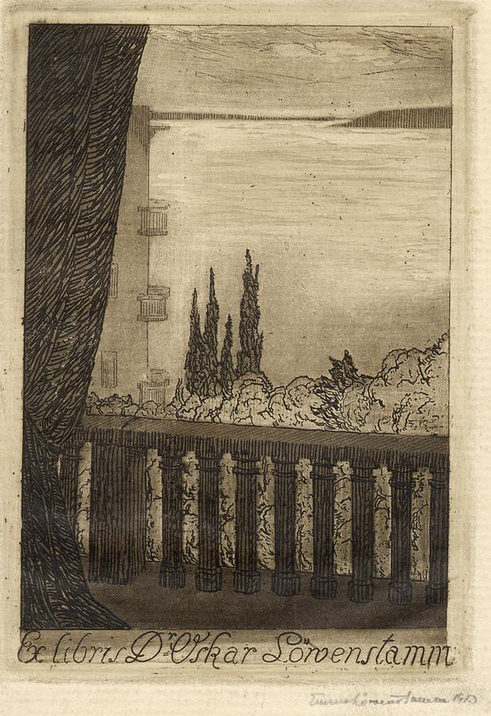
Эмма Лёвенштамм. Экслибрис Оскара Лёвенштамма, 1913
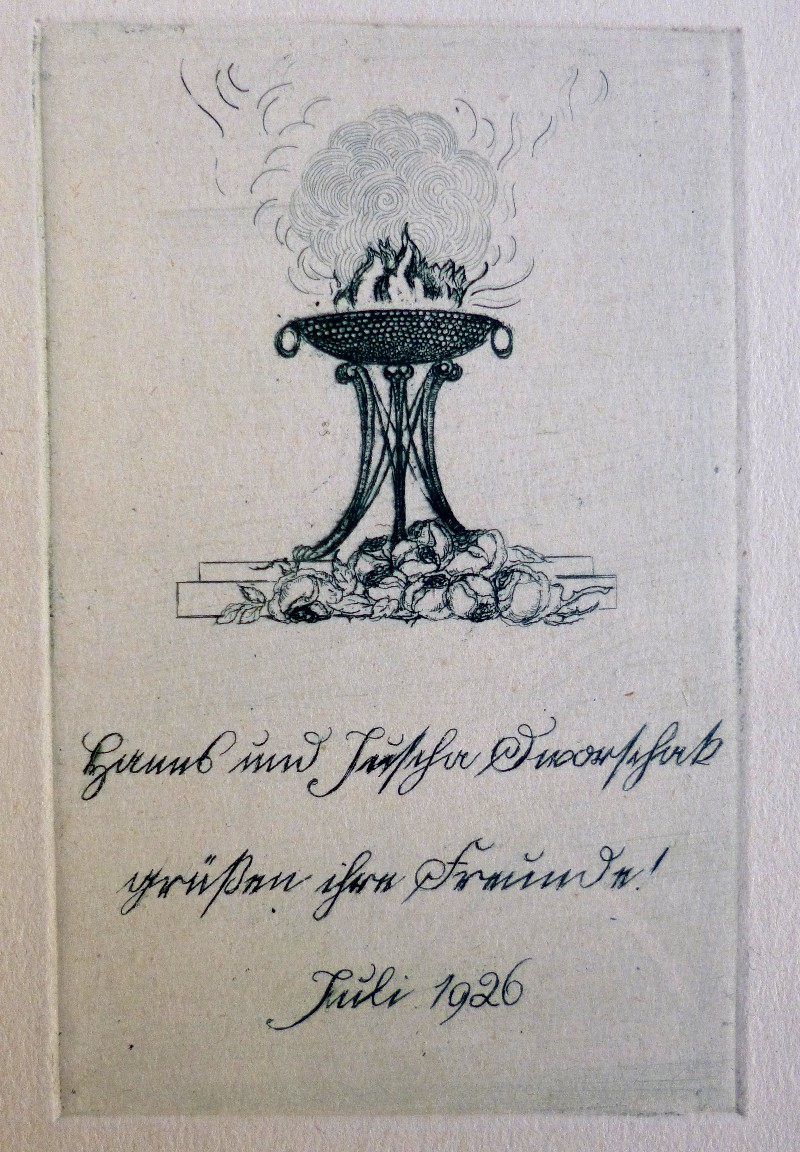
Эмма Лёвенштамм. Офорт, 1926